# Taniec luryjski
Tańce luryjskie obejmują wiele tańców ludowych popularnych wśród różnych grup ludzi Lurów, którzy kształtowali, rozwijali i przenosili w kolejnych pokoleniach. Ze względu na wykryte przedmioty i wykopaliska archeologiczne z terenów zamieszkałych przez Luryjczyków, oczywiste jest, że historia tańca poprzedza migracja Aryjczyków do wewnętrznego irańskiego płaskowyżu.

## Style tańca
Istnieje wiele stylów tańca powszechnie występujących w rejonach zamieszkałych przez Lury. Najbardziej rozpowszechnionym stylem tańca z Lury jest taniec chusteczek, tańce Čupi (w tym SanginSamâ, Se-Pâ (trzy stopnie) i Du-Pâ (dwa kroki)), a taniec gałązki (Čubâzi lub Tarka-bâzi) to pokaz sztuk walki.